# Carla Marlier
Carla Marlier, née le 5 février 1938 à Berlin (Allemagne), est une actrice française.

## Filmographie
- 1960 : Zazie dans le métro de Louis Malle : Albertine
- 1960 : La Fille aux yeux d'or de Jean-Gabriel Albicoco : Sonia
- 1961 : Bonne chance, Charlie de Jean-Louis Richard : Florence
- 1962 : L'Éducation sentimentale d'Alexandre Astruc : Barbara
- 1962 : Conquérants héroïques  (La leggenda di Enea) de Giorgio Venturini : Lavinia
- 1962 : Mélodie en sous-sol d'Henri Verneuil : Brigitte la danseuse
- 1963 : Le Quatrième Mousquetaire (I quattro moschettin) de Carlo Ludovico Bragaglia : Constance Bonacieux
- 1964 : Mata Hari de Jean-Louis Richard : Hortense de Montferrand
- 1964 : Ces dames s'en mêlent de Raoul André : Wanda
- 1964 : Déclic et des claques de Philippe Clair : Alexandra
- 1967 : Je t'aime, je t'aime d'Alain Resnais : Nicole
- 1968 : Histoires extraordinaires de Roger Vadim (sketch Metzengerstein) : Claude
- 1970 : Le Bateau sur l'herbe de Gérard Brach : la parasite
- 1977 : Maladie mortelle de François Weyergans
- 1977 : La Bourgeoise et le Loubard de Jean-Louis Daniel : Barbara